# Disa polygonoides
Disa polygonoides är en orkidéart som beskrevs av John Lindley. Disa polygonoides ingår i släktet Disa och familjen orkidéer. Inga underarter finns listade i Catalogue of Life.

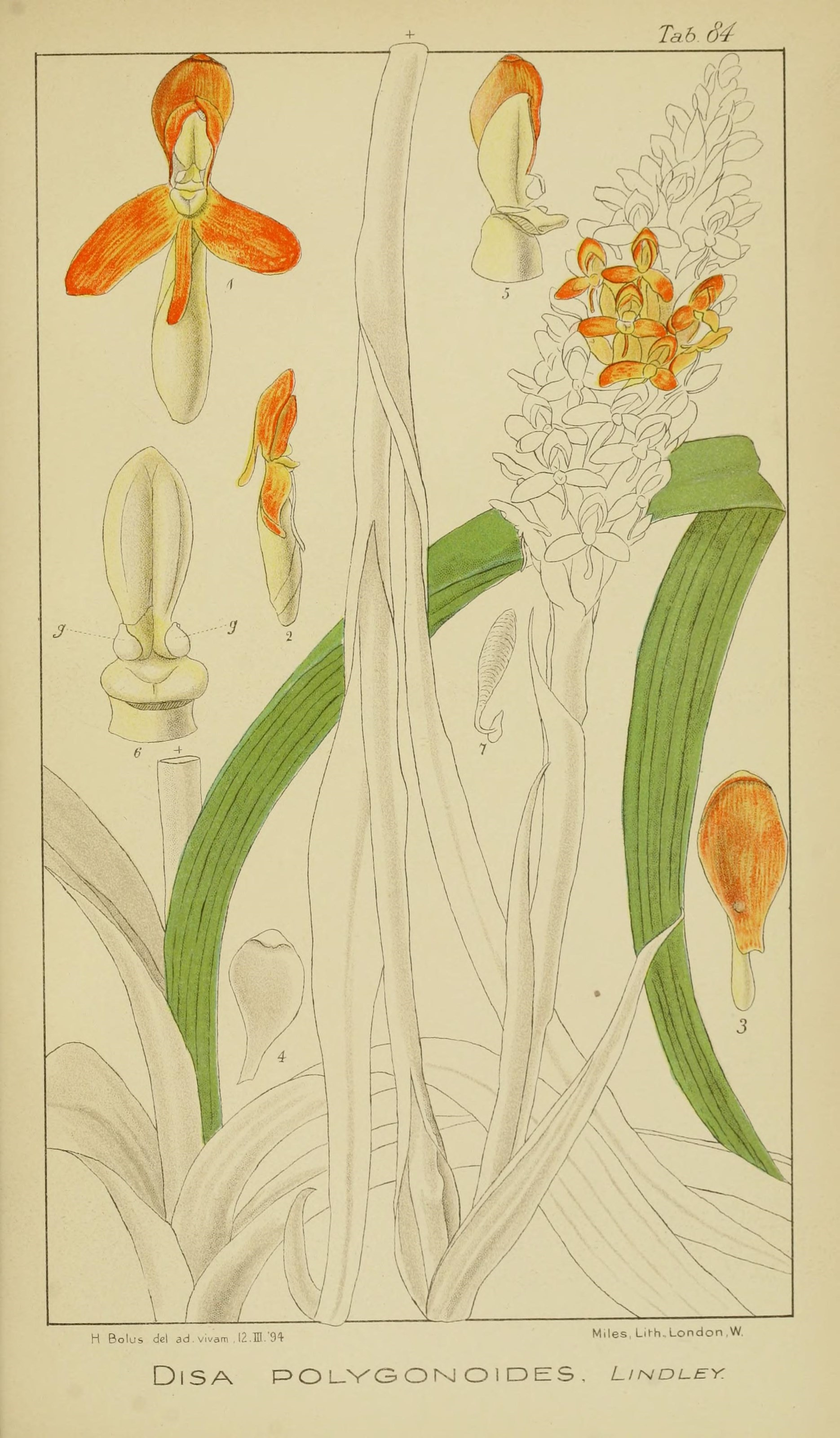